# Sodium (Computerspielreihe)
Sodium ist eine auf dem PlayStation-Home-Netzwerk basierte Computerspielserie. Sie besteht aus vier Spielen, von denen bereits zwei veröffentlicht wurden: SodiumOne (Saltshooter) und Sodium2: Project Velocity.
Kreiert wurde das Sodium-Universum von Outso, Entwickler von Spaces und Inhalten für PlayStation Home. Die Publikation des MMOG übernahm Lockwood Publishing.
Der erste Teil der Reihe, SodiumOne, erreichte den europäischen und nordamerikanischen PlayStation-Home-Markt am 17. Dezember 2009. Den japanischen und asiatischen Markt betrat die Plattform erst später, im Juni 2010. Der zweite Teil der Sodium-Serie, Sodium2: Project Velocity, erschien am 16. Juni 2011 für PlayStation Home in Europa und den USA.

## Sodium Hub
Sodium Hub stellt den prinzipiellen Home Space für Sodium dar und ermöglicht den Zugang zu diversen Minigames. Erfolg im Spiel wird mit Sodium Credits belohnt, welche als virtuelle Währung in der Sodium-Welt dienen: Mit Sodium Credits können verschiedenste Inhalte überall in der Sodium-Welt erstanden werden.
Hilfestellung für neue Sodium-Mitglieder bietet vor allem der Sodium-Android Vicky. Im Gespräch mit Vicky erfährt der Spieler von aktuellen Missionen, wobei die Erfüllung dieser Missionen mit Sodium Credits belohnt wird.

## SodiumOne
SodiumOne (kurz S1) ist die Verbindung eines vollen Shooting-Games mit verschiedenen Freemium-Minigames. Zur Probe sind die ersten Level kostenlos – die Vollversion kann dann mit dem Erwerb des Sodium Piloten Outfits „Red Chili Edition“ freigeschaltet werden.
Vom 17. Dezember 2009 bis zum 24. Dezember 2009 wurden täglich 150 Gratiscodes an zufällig Ausgewählte Besucher des Sodium Hubs vergeben, welche die Vollversion von Salt Shooter kostenlos freischalten.
SodiumOne ist der Anfang der vierteiligen Spiele-Serie.

### SodiumOne: Salt Shooter
Auf dem Central Plaza, gegenüber der Bar „Scorpio's“ befindet sich ein Teleporter, welcher Spieler in ihren persönlichen „Salt Shooter“-Space transportiert. Salt Shooter ist die Vollversion des (Salt Shooter) Tank-Trainer Spiels, welches im Sodium Hub kostenlos zur Verfügung steht. Vor dem Erwerb dieser Vollversion stehen Spielern gratis fünf Level zur Verfügung.
Ziel des Spiels ist es, alle feindlichen Panzer zu zerstören und jegliche von zerstörten Panzern verlorenen Objekte einzusammeln. Bei einigen dieser Objekte handelt es sich um Upgrades für Salt Shooter, während andere – wie etwa Silikon, Silber und Gold – bei Vicky für Sodium-Credits eingetauscht werden können.
Der schwebende Panzer in Salt Shooter kann mit diversen Waffen, Rüstungen und anderen Upgrades aufgerüstet werden. Upgrades werden unter anderem durch das Zerstören feindlicher Panzer und das Besiegen des Endgegners verdient.
Eines der Vorteile des Salt Shooter Games ist, dass alle Level zu einem späteren Zeitpunkt mit den neuen Upgrades wiederholt werden können.

## Sodium2: Project Velocity
Sodium2: Project Velocity ist die erste Fortsetzung von SodiumOne. Es handelt sich (im Gegensatz zu SodiumOne) um ein komplett kostenloses (Freemium-)Hochgeschwindigkeits-Racing-Game, welches in gewissem Sinne der Wipeout-Spieleserie ähnelt.
Offiziell vorgestellt wurde Sodium2: Project Velocity im PlayStation-Blog am 10. Dezember 2010.
Das Spiel beinhaltet einen Einzelspielermodus, der es Spielern ermöglicht, an ihren Skills zu feilen und im Sodium2 XP-System voranzukommen. Spieler können Erfahrungspunkte aufbauen, Missionen erfüllen, Sodium Credits erhalten oder in der weltweiten Bestenliste konkurrieren.
Zusätzlich zum Einzelspieler-Modus existiert für Sodium2 zum ersten Mal in der PlayStation Home der Multiplayer-Modus: User können in Echtzeit gegen ihre Freunde oder andere Spieler aus dem Netz auf einer stetig wachsenden Anzahl an Pisten wetteifern.
Die Jet-Racer oder Velocity-Racer erhalten ihre Upgrades in der Sodium2 Garage. Spieler können ihr Fahrzeug beispielsweise mit explosiven Raketen-Boostern aufrüsten oder aus verschiedenen Farbschemata für ihr Fahrzeug das passende Aussehen finden. Upgrades werden entweder mit Sodium Credits bezahlt oder über den PlayStation Store erworben. Neue Upgrades werden stetig entwickelt und regelmäßig online gestellt.
Nach jedem Rennen werden Spieler mit Sodium Credits und Erfahrungspunkten für das Erreichen verschiedener Einzelziele während des Rennens belohnt. Mit dem Sammeln von Erfahrungspunkten werden höhere Erfahrungslevel erreicht, welche zuvor geblockte Upgrades freischalten.
Im Multiplayer-Modus besteht zudem ein Klassensystem, welches unfaire Wettkämpfe verhindert: Upgrades werden mit einem Sternesystem gekennzeichnet (1 bis 5 Sterne). Ein User kann dann entweder sein Fahrzeug an den jeweiligen Sternewert einer Lobby angleichen oder gegen Spieler eines gleichen Levels fahren.
Sodium2: Project Velocity ist erreichbar über den Sodium, den Navigator oder einen speziellen Teleporter auf dem Central Plaza.